# Paramyocara iridescens
Paramyocara iridescens är en insektsart som beskrevs av Woodward och Mali B. Malipatil 1977. Paramyocara iridescens ingår i släktet Paramyocara och familjen Rhyparochromidae. Inga underarter finns listade i Catalogue of Life.